# Magni
Magni, syn boha Thóra a obryně Járnsaxy, je silný bůh ze severské mytologie, i jeho jméno má význam „silný“. On a jeho bratr Módi jako jedni z mála přežijí Ragnarök a přinesou do nového světa kladivo svého otce, Mjöllni. To dokázal uzvednout jen Thór a Magni.
Při souboji Thóra s obrem Hrungnim pomohl otci, který byl zavalen mrtvým obrem. Když byl teprve tři noci starý, dokázal uzvednout obrovu nohu z Thórova krku a vyprostit jej. To nikdo jiný z Ásů, které Thjálfi přivolal na pomoc, nedokázal. 